# Tjøtta internasjonale krigskirkegård
Tjøtta sovjetrusssiske krigskirkegård, også kaldt for «Russerkirkegården» er en norsk krigskirkegård som ligger ved fylkesvei 17, syd for for byen Sandnessjøen på øen Tjøtta i Nordland. Alle de sovjetiske krigsfanger som døde under den anden verdenskrig i Nord-Norge blev begravet på de lokale kirkegårde, men efter krigen bestemte de norske myndighedere at alle skulle flyttes og samles på en fælles kirkegård på statens grund på Tjøtta. Grunden til dette var for bedre kunne have opsyn med personer fra Sovjetunionen, som blev anset som potentielle spioner under Den kolde krig. De sovjetiske krigsfanger blev tvangssendt for at udføre slavearbejde på den tyske besættelsesmagts forsvarsanlæg langs Nord-Norges kyst.
Tjøtta består af to afdelinger. Den som blev åbnet den 8. juli. 1953 er resultatet af "Operation Asfalt". Her ligger 7551 sovjetiske krigsfanger i en indhegnet fællesgrav mod nord med 6 725 døde og 826 enkeltgrave mod syd. Alle gravene er uden navn, men et monument er rejst på pladsen.
Flytningen af gravene, hvor de døde blev gravet op, og lagt i sække beklædt med asfalt og derefter gravet ned igen på Tjøtta, fik navnet "Operation Asfalt". Operationen mødte efterhånden som den blev kendt stor modstand blandt lokalbefolkningen som under krigen havde hjulpet de sovjetiske krigsfanger, og blev ved enkelte anledninger stoppet af voldsomme lokale protester og demonstrationer.
Tjøtta internasjonale krigskirkegård, eller Rigel-kirkegården, er den anden afdeling på krigskirkegården rummer 1011 af de 2571 ofre som døde da fange- og troppetransportskibet den 27. november 1944 blev sænket. Rigel-katastrofen indtraf da fangeskibene MS Rigel og DS Korsnes, samt to militære følgeskibe, blev bombet i sundet mellem Rosøya og Tjøtta. MS Rigel tilhørte Det Bergenske Dampskibsselskab, men var rekvireret af tyskerne for troppe- og fangetransporter. Om bord i skibet var der både krigsfanger, tyske desertører og syv arresterede nordmænd, som skulle til Akershus fængsel, samt tyske soldater. Bombningen blev udført af britiske Barracuda-fly som kom fra hangarskibet HMS Implacable. MS Riegel blev ramt og gik ned. Skibet var på vej sydover fra Bodø med 2838 mennesker ombord, hovedsagelig med sovjetiske krigsfanger, da det blev antaget at være et almindeligt troppetransportskib af briterne og sænket udenfor Tjøtta. I alt 2457 mennesker døde, det gør Riegelkatastrofen til Norges største, og verdens tredjestørste, skibsforlis gennem tiderne. Fra gravpladsen kan man se ud over sundet til stedet hvor skibet blev bombet og forliste. På kirkegården befinder der sig en mindesten hvor der står: «Til minde om de 2 571 som døde under krigen 1941-1945». Rigel»-katastrofen er Norges største skibsforlis, og et af verdenshistoriens alvorligste målt i antal omkomne. Til sammenligning omkom 1 502 mennesker da RMS Titanic forliste.
Fra 1942-45 var der en stor krigsfangelejr på Trondenes ved Harstad. Mange af fangerne omkom. De russiske fanger som var i lejren da befrielsen kom, rejste selv mindesmærket over deres døde kammerater i sommeren 1945 syd for Trondenes Kirke. Fangerne mente at 800 omkom under forfærdelige forhold i tysk fangenskab på Trondenes. I sommeren 1951 blev 403 grave fundet og flyttet fra gravpladsen ved Trondenes Kirke til Tjøtta internasjonale krigskirkegård.
2005 blev det opdaget at 826 navneplader var fjernet og opbevaret i et skur. Det blev starten til at de sovjetiske grave blev renoveret. Efter flere års renovering blev krigskirkegården genåbnet i oktober 2016. 4800 ofres navne er fundet og indgraveret på bronze-tavler sat indersiden af muren omkring gravpladsen.